# Pedro de Medina

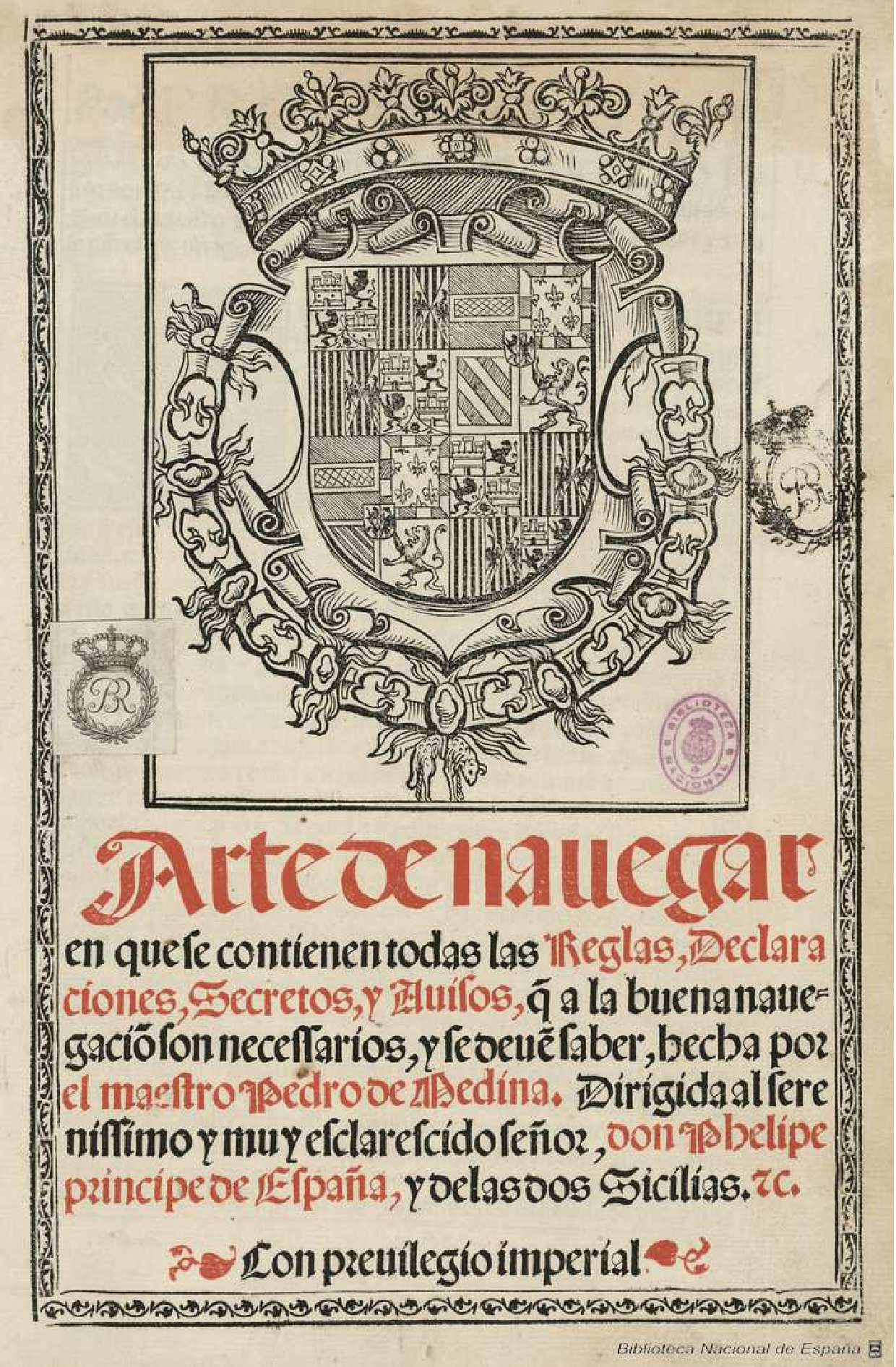
Arte de navegar, de Pedro de Medina, 1545.

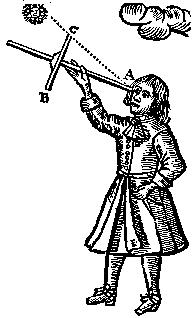
Grabado inspirado en la obra de Medina que representa la vara de Jacob, un instrumento goniométrico para medir la altura de los astros.

Pedro de Medina, (c.1493-Sevilla, 1567), matemático, geógrafo, cartógrafo, astrónomo, historiador y polígrafo español del Renacimiento. Su famoso Arte de navegar (1545) fue el primero sobre esta materia en Europa e influyó en Pedro Nunes y Michel Coignet.

## Biografía
Se cree que nació en Sevilla, aunque por su nombre y la gran protección que le dispensaron los duques de Medina Sidonia, parece haber nacido en la propia Medina Sidonia. Que nació hacia 1493 se deduce de un pasaje de uno de sus libros, en el que Medina recuerda pescar atunes en Conil en 1505 a la edad de 12 años. Desde 1520 fue tutor de Juan Claros, que en 1538 sería reconocido por la Corona como conde de Niebla, heredero del VI duque de Medina Sidonia.
Tras abandonar la casa de Medina Sidonia de manera amistosa ese año de 1538, consiguió ser nombrado cosmógrafo y entregó un texto titulado Libro de Cosmografía (1538). En documentos de esa época aparece como "clérigo". Trabajó en el entorno de la Casa de Contratación de las Indias, agencia gubernamental castellana que desde Sevilla controlaba la exploración y colonización del Nuevo Mundo, aunque nunca estuvo empleado en ella. Obtuvo en efecto un privilegio de la Corona para dibujar cartas de navegación, escribir libros de pilotaje y fabricar los dispositivos necesarios para la navegación a las Indias. Se encontró con la resistencia del piloto mayor Sebastián Caboto, que se negaba a dejarle consultar el Padrón Real - el mapa de referencia de las Indias. En febrero de 1539, en relación con lo anterior, se ordenó a Caboto que diera acceso a Medina al Padrón Real y Medina fue admitido como examinador en Sevilla de los pilotos y maestres que debían hacer la derrota de Indias. Ponto se apercibió de los defectos en la formación de los pilotos y en el instrumental, libros y cartas náuticas que manejaban, por lo cual escribió al rey Carlos I una Representación sobre el desorden que había en las cartas e instrumentos de navegación, y en los exámenes de pilotos y maestres. La carta hizo un efecto fulminante, pues por real orden del 22 de febrero de 1545 se prohibió al cartógrafo Diego Gutiérrez que siguiese fabricando las cartas e instrumentos de navegación que, según Medina, tanto mal hacían a los estudiantes. Y ese mismo año salió su famosísimo Arte de navegar en ocho libros, seguramente una reelaboración y ampliación consultada de su Libro de Cosmografía inspeccionada previamente por el Consejo de Indias. 
En 1549 fue designado cosmógrafo real honorario. Como cartógrafo incluyó un mapamundi en su Cosmographia (1550). El Arte es el primer tratado europeo sobre navegación (aunque el de Martín Cortés, publicado en Cádiz en 1551 fue también muy relevante): Arte de navegar en que se contienen todas las reglas, declaraciones, secretos y auisos a que la buena navegación son necessarios, y se deuen saber. Ahí define las líneas del rumbo o loxodrómicas. Alonso de Chaves, cosmógrafo mayor, manifestó que el Arte había sido una recopilación de Medina y que otros autores habían colaborado. Diego Gutiérrez y otros autores declararon que habían ayudado en partes del libro y el propio Medina reconoció la ayuda de Francisco Faleiro y de Alonso de Santa Cruz en otras ocasiones, aunque no en la redacción de este libro. Fue traducido quince veces al francés entre 1554 y 1663, seis veces al alemán entre 1576 y 1633, cinco veces al holandés (de 1580 a 1598), tres veces al italiano (1554-1609) y dos veces al inglés. Es difícil no apercibir la importancia que tuvo esta obra en el desarrollo de la navegación astronómica. En 1552 se publicó una edición castellana abreviada con el título de Regimiento de navegación donde Medina suprimió la mayor parte del material teórico relativo a la esfera e incluyó sólo los aspectos realmente necesarios para los pilotos. Otro Regimiento, que apareció en 1563, actualizó este compendio popular con veinte "Avisos" adicionales para el piloto práctico.

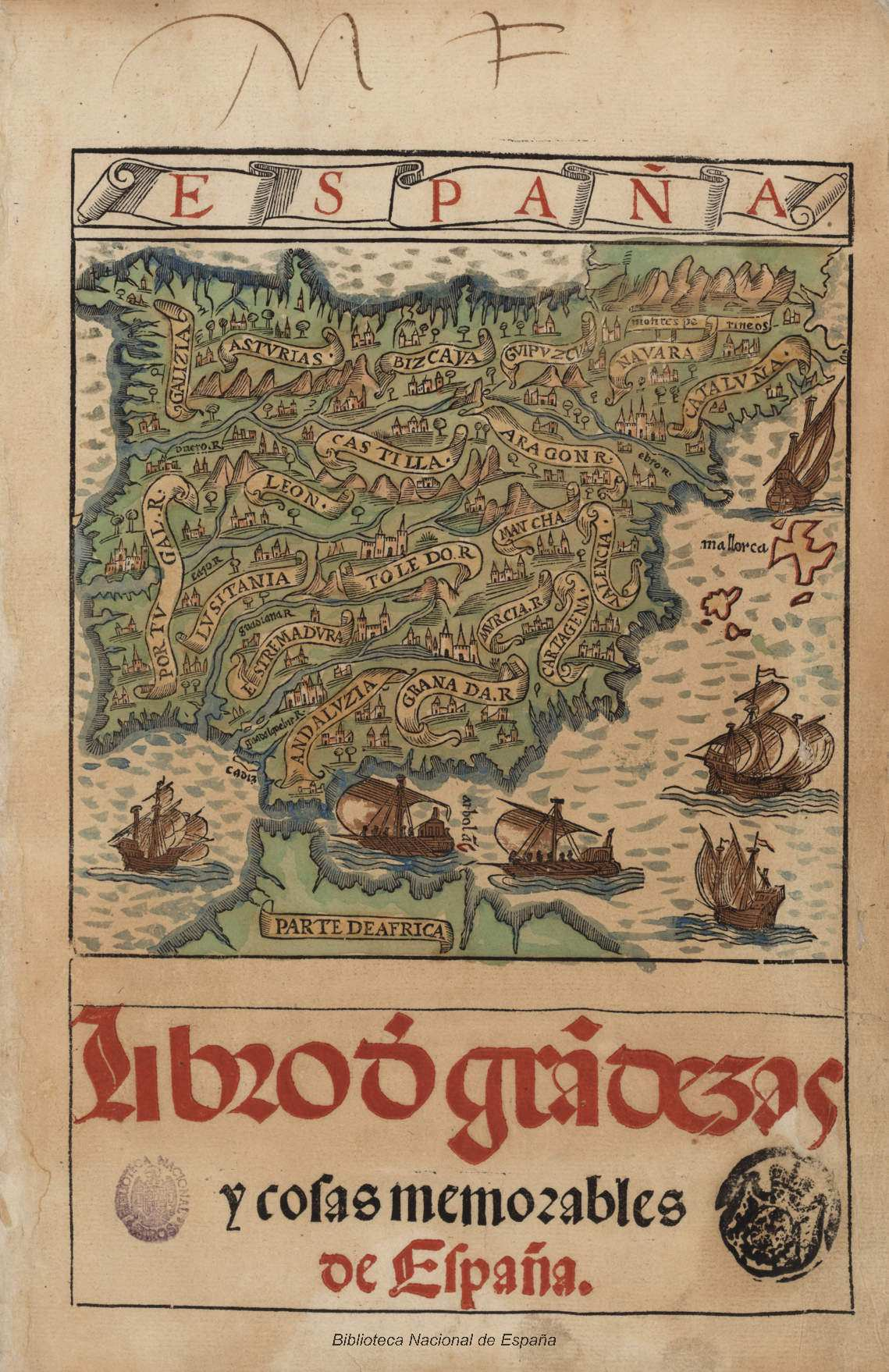
Libro de grandezas y cosas memorables de España, de Pedro de Medina, 1548.

En 1548 había publicado también, dedicado al por entonces príncipe Felipe II, su Libro de grandezas y cosas memorables de España, más tarde ampliado y reeditado en 1595 por Diego Pérez de Mesa, catedrático de Matemáticas en la universidad de Alcalá. Se trata de una descripción de los hechos históricos y de las ciudades más importantes de España, con grabados que las representan y transcripción de documentos importantes. 
Allí escribe:

“Habemos visto en nuestros tiempos que por la navegación de los españoles ha sido dada vuelta a todo el universo… Cosa es esta tan grande que después que Dios creó el mundo nunca tal se hizo, ni pensó, ni aún creyó ser posible. Y para esto no sólo han tenido y tienen esfuerzo y ánimo, pero la industria de saber hacer caminos por el agua donde natura los negó, y guiándose por una cosa tan movible como es el cielo y las estrellas, que en un solo punto no paran, ellos tienen su cuenta tan justa y en punto, que un punto no les falta, con tanta certinidad que, siguiendo el arte, no pueden en ninguna guisa faltar…”.

Medina fue asesor real durante las dos juntas convocadas por el Consejo de Indias en 1554 y 1556 para determinar la posición geográfica de Filipinas y las islas Molucas, y trazar la partición definitiva entre España y Portugal de esta región del planeta. 
Si bien Pedro de Medina consiguió corregir las cartas de marear de la familia Gutiérrez, protegida por el piloto mayor Sebastián Caboto, mantuvo una postura poco flexible en cuanto a la «variación de la aguja de marear» o declinación magnética y no modificó su opinión contraria a la existencia de este fenómeno, incluso cuando ya había sido aceptado por los demás cosmógrafos españoles, alegando no haber suficientes pruebas y carecer de experiencia propia sobre el mismo. En su honor, una montaña en la Antártida lleva su nombre.

## Obras
Manuscritos
- Libro de Cosmographía (1538), conservado en la Bodelian Library de Oxford. Publicado por primera vez en 1972.[4]
- Coloquio de Cosmographía (1543), depositado en la Universidad Yale.
- Suma de Cosmographia (1550), conservado en la Biblioteca Nacional. Fue publicado por primera vez en 1998.[5]
- Suma de Cosmographia (1561), conservado en la Biblioteca Colombina de Sevilla. Publicado por primera vez en 1947 por la Diputación Provincial de Sevilla. Ediciones posteriores: la de Valencia: Albatros, 1980, al cuidado de J. Fernández Jiménez, y la de lujo en dos volúmenes de Madrid: Grial, 1999 con introducción de Ana García Herráez.

Obras impresas
- Obras. Libro de las grandezas y cosas memorables de España. Libro de la verdad, ed. de Ángel González Palencia, Madrid: CSIC, 1944.
- Arte de navegar en que se contienen todas las reglas, declaraciones, secretos y auisos a que la buena navegación son necessarios, y se deuen saber hecha por el maestro Pedro de Medina, Valladolid, en casa de Francisco Fernández de Córdoba, 1545, muy reimpreso y traducido. Hay facsímil de Madrid: Patronato del Inst. Nacional del Libro Español, 1945, y una edición electrónica facsímil en Obras clásicas de Náutica y Navegación, Madrid, Fundación Histórica Tavera, 1998, CD-Rom.
- Libro de grandezas y cosas memorables de España. Agora nuevo fecho y recopilado por el Maestro Pedro de Medina vezino de Sevilla, Sevilla, Dominico de Robertis, 1548. Hay facsímil: Madrid, Instituto de España y Biblioteca Nacional, 1994, acompañada de introducción en separata de M.ª del Pilar Cuesta Domingo; y otra de Maxtor de la edición alcalaína de 1666 por Pedro de Robles y Juan de Villanueva. Ampliado y reeditado en 1595 por Diego Pérez de Mesa: Primera y segunda parte de las Grandezas y cosas notables de España, en casa de Juan Gracián, 1595. disponible a Google books
- Crónica de España (Sevilla, 1548)
- Libro de la verdad, donde se contienen dozientos dialogos que entre la verdad y el hombre se contractan sobre la conuersion del pecador, Sevilla, 1549). Está incluido en las Obras de 1944.
- Regimiento de navegación, en que se contienen las reglas, declaraciones y avisos del libro del Arte de navegar, Sevilla: Juan Canella, 1 de diciembre de 1552.
- Hispaniae Tabula Geographica (Sevilla, 1560).
- Crónica de los excelentes señores duques de Medina Sidonia (1561).
- Regimiento de navegación compuesto por el maestro Pedro de Medina. Contiene las cosas que los pilotos han de saber para bien navegar: y los remedios y avisos que han de tener para los peligros que navegando les pueden suceder, Sevilla: en las casas de Simón Carpintero, 1563. Hay edición moderna: Regimiento de navegación. Compuesto por el Maestro Pedro de Medina (1563). Ahora nuevamente publicado por el Instituto de España en edición facsímile. 2 Tomos: Original y Transcripción Madrid, Instituto de España, 1964, 2 vols.